# Austin Challenger 2003
L'Austin Challenger 2003 è stato un torneo di tennis facente parte della categoria ATP Challenger Series nell'ambito dell'ATP Challenger Series 2003. Il torneo si è giocato a Austin negli Stati Uniti dal 10 <l 16 novembre 2003 su campi in cemento.

## Vincitori

### Singolare
Paul Goldstein ha battuto in finale  Robert Kendrick con il punteggio di 6–3, 6–3

### Doppio
Lu Yen-hsun /  Jason Marshall hanno battuto in finale  Josh Goffi /  Tripp Phillips con il punteggio di 6–2, 2–6, 6–3